# Trochalus rufoflavus
Trochalus rufoflavus är en skalbaggsart som beskrevs av Moser 1916. Trochalus rufoflavus ingår i släktet Trochalus och familjen Melolonthidae. Inga underarter finns listade i Catalogue of Life.